# Saint-Hilaire-Cusson-la-Valmitte
Saint-Hilaire-Cusson-la-Valmitte – miejscowość i gmina we Francji, w regionie Owernia-Rodan-Alpy, w departamencie Loara.
Według danych na rok 1990 gminę zamieszkiwało 248 osób, a gęstość zaludnienia wynosiła 14 osób/km² (wśród 2880 gmin regionu Rodan-Alpy Saint-Hilaire-Cusson-la-Valmitte plasuje się na 1380. miejscu pod względem liczby ludności, natomiast pod względem powierzchni na miejscu 613.).